# Wendelinsbruderschaft Reilingen
Die Wendelinsbruderschaft Reilingen oder Reilinger Wendelinsbruderschaft von 1451 war eine Bruderschaft in der Gemeinde Reilingen (heute Rhein-Neckar-Kreis, Baden-Württemberg).
Wie in vielen Regionen wurde der heilige Wendelin auch in der Kurpfalz von den Menschen als Schutz- und Volksheiliger verehrt. In der Folge entstanden im deutschsprachigen Raum in vielen Orten Wendelinsbruderschaften. Eine der ältesten ist die „Löbliche Bruderschaft sant Wendels zu Reutlingen“, die Reilinger Wendelinsbruderschaft von 1451. Zu den Besonderheiten dieser karitativen Vereinigung gehörte die Mitgliedschaft der kurfürstlichen Familie.

## Geschichte
Die Geschichte der Wendelinsbruderschaft ist eng verbunden mit der wechselvollen Geschichte der Burg Wersau bei Reilingen. Die im Burgbereich stehende Kapelle war dem heiligen Wendelin geweiht; ein Patronat, das später auf die Ortskirche überging.
Obgleich die Gründungsurkunde vom 10. Juni 1451 im Generallandesarchiv Karlsruhe vorliegt, weiß man noch nichts über die Folgejahre. Das eigentliche Ziel der Wendelinsbruderschaft, ihre Aufgaben und ihre Rangstellung in der Gesellschaft sind bisher nicht ausreichend erforscht. Überliefert ist, dass sich in dieser Bruderschaft vor allem Adelige und Geistesgrößen ihrer Zeit trafen, um näher bei Gott zu sein.
Heimatforscher wie Historiker sind sich aber sicher, dass die Wendelinsbruderschaft zu den bedeutendsten ihrer Art in der gesamten Kurpfalz gezählt haben muss. Auffallend ist, dass allein der Reilinger Bruderschaft das gesamte kurfürstlich-pfälzische Herrscherhaus angehörte, aber auch viele Adelige aus anderen Herrschaften. „Hiernach volgen Bruder und Schwester, so sich in die löbliche Bruderschaft sant Wendels zu Reutlingen verbrudert haben ... des durchlauchtigsten, hochgeborenen fürsten und herrn, herrn pfaltzgraven Philippen, pfaltzgraven bey Reyn samt Margret, Philipps Gemahlin ...“ Aufgeführt werden zudem Pfalzgraf Ludwig und seine Frau Sybilla sowie die Pfalzgräfinnen Elisabeth, Markgräfin von Baden, Amalia, Herzogin in Bayern, und Helena, Herzogin zu Meckelberg. Es folgen die Namen der Pfarrer „zu Lossen [Lußheim, hockenheym [Hockenheim, Rutlingen [Reilingen] und Ketsche [Ketsch“. Unter den insgesamt 40 Mitgliedsnamen sind aber auch sechs wohlhabende Familien aus Hockenheim, drei aus Reilingen, drei aus Lußheim und je eine aus Insultheim und Bruchsal aufgeführt.
Dieser Eintrag ist zugleich auch der letzte in den bisher bekannten und ausgewerteten Archivalien. Aus anderen Quellen ist nur noch zu erfahren, dass „Jost messerschmiydt, pferrer zu hockenheym“ für die Wendelinsbruderschaft „ein ied monat eyn heiligmess in der Capellen zu Wersau“ zu lesen hatte. Diese Gottesdienste galten in der kurfürstlichen Familie als Pflicht- und Pilgertermin und mussten wenigstens von einem Familienmitglied wahrgenommen werden. Später schien man diese Verpflichtung nicht mehr so ernst genommen zu haben, denn ein Vermerk berichtet, dass der „Keller [Verwalter] zu Wersawe an herrenstatt“ an den Gottesdiensten teilnehmen musste.
Wie lange diese Bruderschaft bestand, welche Aufgaben und Ziele sie hatte, und ob sie ausschlaggebend für die seit dieser Zeit bekannten Überlieferungen war, dass die Reilinger Wendelinskirche „eyn gar wichtig Wallfartskirch“ gewesen sei, ist bisher nicht geklärt.

## Wallfahrts- und Pilgerwesen
Seit über 1000 Jahren liegt Reilingen an gleich vier wichtigen Wegverbindungen: Am bedeutungsvollsten sicher die historische Kaiserstraße Prag-Speyer-Aachen und die alte Handelsstraße, die der alten Römerstraße folgend von Heidelberg kommend in Richtung Süden führte. Hinzu kommen die Pilgerwege zum Apostelgrab ins nordspanische Santiago de Compostela und zur nahen Marienwallfahrtskirche in Waghäusel.
Beliebtes Etappenziel der Pilger war die dem heiligen Wendelin geweihte Kapelle im Bereich der Burg Wersau, sowie die „wundertätige Gottesmutter“ in der alten Georgskirche im benachbarten Hockenheim (die gotische Marienstatue steht heute in der Kapelle des Altenheims St. Elisabeth). Um die große Zahl der Pilger zu betreuen, wurde die Wendelinsbruderschaft ins Leben gerufen. Vermerkt sind in diesem Zusammenhang nicht nur die Pilger nach Reilingen, Hockenheim und Waghäusel, sondern mehrfach auch die von weither zum Jakobusgrab in Santiago de Compostela ziehenden „gewaltig Pilgersleut von Wisseloch uff dem Weg zu Speir“. Inzwischen ist auch bekannt, dass kranke Pilger „zu Rutling im Gutleuthaus“ gepflegt und versorgt wurden. Nach dem bisherigen Kenntnisstand lagen die nächsten Gutleutehäuser in Heidelberg, Mosbach sowie bei Speyer.

## Brauchtum

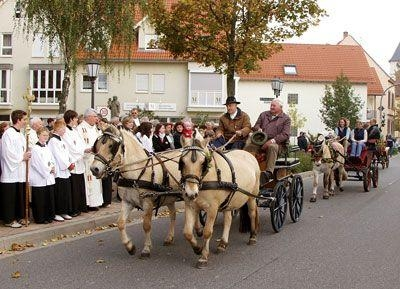
Reilinger Wendelinsritt

In Erinnerung an die Wallfahrten nach Reilingen – der heilige Wendelin war als Schutzpatron der Hirten, Bauern, Tagelöhner und Landarbeiter vor allem bei der ländlichen Bevölkerung sehr beliebt – wird alljährlich am ersten Sonntag nach dem Wendelinstag (20. Oktober) mit dem Patrizium der katholischen Pfarrkirche zugleich auch das Wendelinsfest der Gemeinde gefeiert. In Erinnerung an das Wirken des Volksheiligen und die damit verbundene Pferde- und Tierwallfahrt zur ehemaligen Wendelinuskapelle im Bereich der früheren Burg Wersau, findet der beliebte Wendelinsritt statt. An diesem nehmen in einer Prozession durch Ort und Feld traditionell regionale Reiter und Kutschfahrer teil. Vor der heutigen Wendelinskirche werden nach einem Festgottesdienst Tiere und Menschen gesegnet.